# 12. lipnja
12. lipnja (12. 6.) 163. je dan godine po gregorijanskom kalendaru (164. u prijestupnoj godini).
Do kraja godine ima još 202 dana.

## Događaji
- 1653. – Prvi anglo-nizozemski pomorski rat – Bitka kod North Forelanda
- 1898. – Filipini proglasili neovisnost od Španjolske
- 1921. – Ugušena pubuna mornara u Kronštadtu
- 1942. – Anna Frank počinje pisati dnevnik
- 1954. – Kanoniziran Dominik Savio
- 1991. – Boris Jeljcin izabran za predsjednika Ruske Federacije
- 1995. – Službeno završila združena operacija hrvatskih snaga operacija Skok 2, kojom su do kraja oslobodile Livanjsko polje.
- 1996. – Prvi slobodni parlamentarni izbori u Bangladešu
- 1997. – U Londonu ponovno otvoreno Kazalište Globe
- 2007. – Haaški sud osudio Milana Martića, političkog vođu pobunjenih Srba u Hrvatskoj 1991. – 1995., na 35 godina zatvora zbog počinjenih zločina protiv čovječnosti, kršenja zakona i običaja ratovanja.
- 2025. – Zrakoplovna nesreća Air India 171 u Ahmedabadu s 269 poginulih.

| - 1107. – Gaozong, kineski vladar († 1187.) - 1577. – Paul Guldin, švicarski astronom i matematičar († 1643.) - 1659. – Tsunetomo Yamamoto, japanski samuraj († 1719.) - 1807. – Ante Kuzmanić, hrvatski liječnik, publicist, preporoditelj († 1879.) - 1812. – Edmond Hérbert, francuski geolog († 1890.) - 1827. – Johanna Spyri, švicarska književnica († 1901.) - 1875. – Sam De Grasse, kanadski glumac († 1953.) - 1890. – Egon Schiele, austrijski slikar i grafičar († 1918.) - 1890. – Ivo Badalić, hrvatski glumac i redatelj († 1937.) - 1892. – Djuna Barnes, američka književnica († 1982.) - 1897. – Anthony Robert Eden, britanski političar († 1977.) - 1899. – Fritz Albert Lipmann, američko-njemački biokemičar i nobelovac († 1986.) - 1905. – Ante Bonačić, nogometaš Hajduka - 1915. – David Rockefeller, američki bankar - 1924. – George H. W. Bush, 41. predsjednik SAD (1989. – 1993.) - 1929. – Anne Frank, autorica poznatog "Dnevnika Anne Frank" - 1937. – Vladimir Arnold, ruski matematičar († 2010.) - 1976. – Thomas Sørensen, danski nogometaš - 1981. – Klemen Lavrič, slovenski nogometaš - 1981. – Adriana Lima, brazilska manekenka | - 816. – Lav III., papa (* 750.) - 1675. – Karlo Emanuel II., savojski vojvoda (* 1634.) - 1912. – Frédéric Passy, francuski humanist (* 1822.) - 1918. – Dragutin Lerman, hrvatski istraživač i putopisac (* 1863.) - 1936. – Karl Kraus, austrijski prozaist, publicist i dramatik (* 1874.) - 1937. – Mihail Tuhačevski, sovjetski maršal (* 1893.) - 1972. – Edmund Wilson, američki književnik (* 1895.) - 1982. – Karl von Frisch, njemački etolog i nobelovac (* 1886.) - 1997. – Bulat Okudžava, sovjetski pjesnik (* 1924.) - 2003. – Gregory Peck, američki filmski glumac (* 1916.) - 2006. – György Ligeti, mađarsko-židovski skladatelj (* 1923.) - 2008. – Luka Ritz, tragično preminuli zagrebači maturant (* 1990.) - 2013. – Jiroemon Kimura, najdugovječniji muškarac u povijesti (* 1897.) - 2016. – Žarko Prebil, hrvatski baletni umjetnik i pedagog (* 1934.) - 2017. – Milka Milinković, hrvatska paraolimpijka (* 1955.) - 2018. – Renato Vrbičić, hrvatski vaterpolist (* 1970.) - 2023. – Krunoslav Šarić, hrvatski glumac (* 1944.) |